# Vârful Stanley
Stanley este un vârf muntos situat în secțiunea de nord-est a Parcului Național Kootenay. Muntele a fost numit în 1901 de Edward Whymper, după Frederick Stanley, al șaselea guvernator general al Canadei.
Vârful este vizibil de pe autostrada TransCanada 93. Ghețarul Stanley de pe versantul nord-estic al piscului poate fi văzută de aproape, drumeții trebuind să urmeze un traseu printr-o vale care pornește de pe versantul de sud al muntelui Storm.
Vârful Stanley poate fi escaladat spre sfârșitul verii, urmând o rută pe direcția nord și nord-est, care are pe anumite secțiuni trasee adecvate pentru alpinism (UIAA III).